# Leschius mcallisteri
Leschius mcallisteri är en mångfotingart som beskrevs av Shear och Emery Clarence Leonard 2004. Leschius mcallisteri ingår i släktet Leschius och familjen Anthroleucosomatidae. Inga underarter finns listade i Catalogue of Life.